# Dai Davies
William David "Dai" Davies (født 1. april 1948 i Glanamman, Wales, død 10. februar 2021) var en walisisk fodboldspiller (målmand). Han spillede 52 kampe for Wales' landshold i perioden 1975-1982. På klubplan repræsenterede han blandt andet Swansea City og Wrexham i hjemlandet samt engelske Everton.